# Геннадій Головкін — Давід Лем'є
Геннадій Головкін проти Давіда Лем'є — бій, який відбувся 17 жовтня 2015 року за платною системою ppv. На кону стояли титули чемпіона WBA (Super), WBC Interim, IBO, IBF у середній вазі. Перемогу нокаутом у 8 раунді одержав Головкін.

## Трансляція і гонорари
У США цей бій транслювався на платному телебаченні на телеканалі HBO PPV. Вартість покупки 60 $. Геннадій Головкін отримав за цей бій 2 млн доларів, а Девід Лем'є — 1,5 млн. Обидва боксери отримали ще й певний відсоток від суми PPV-продажів. Том Лефлер з K2 Promotions сказав у березні 2017 року після бою GGG проти Данієля Джейкобса, що бій GGG проти Лем'є зробив 153 000 покупок PPV.